# Frédéric Barbier (historien)
Pour les articles homonymes, voir Barbier et Frédéric Barbier.
 (février 2020).
Frédéric Barbier, né le 27 août 1952 à Chatou et mort le 28 mai 2023 à Rueil-Malmaison,,, est un bibliothécaire et historien français du livre.

## Biographie

### Cursus scolaire
Après ses études secondaires à Paris (Lycée Buffon, Lycée Charlemagne) jusqu'au baccalauréat (1970), Frédéric Barbier prépare au Lycée Henri-IV le concours d'entrée à l'École nationale des chartes, établissement où il est reçu deux ans plus tard.
Sa thèse, soutenue en 1976 sous la direction conjointe de François Furet et de Henri-Jean Martin, Nouvelles recherches sur l'imprimerie strasbourgeoise (1676-1830), est publiée en 1979 (Genève, Librairie Droz). Henri-Jean Martin le considère par la suite comme son disciple favori.

### Conservateur des bibliothèques
Dans l'intervalle, Frédéric Barbier est nommé à la direction de la  bibliothèque municipale classée de Valenciennes, poste qu'il occupe jusqu'en 1982.
Frédéric Barbier prépare, sous la direction de Daniel Roche, et soutient à l'université de Paris I un doctorat de IIIe cycle en histoire (soutenance le 31 mai 1980) : Le monde du livre à Strasbourg, de la fin de l’Ancien Régime à la chute de l’Alsace française.

### Enseignant chercheur
Frédéric Barbier quitte en 1982 le corps des conservateurs des bibliothèques pour intégrer celui des chercheurs au CNRS et à l'IHMC, tout en étant chargé de cours dans différents établissements.
Il soutient devant l'université de Paris IV son doctorat d'État ès-lettres et sciences humaines, préparé sous la direction de François Caron (Livre, économie et société industrielle en France et en Allemagne au XIXe siècle, 1987).
Il succède à Henri-Jean Martin en 1993 en tant que directeur d'études cumulant en histoire et civilisation du livre.
Il dirige un ouvrage intitulé Bibliothèques Strasbourg : origines-XXIème siècle paru en 2015.

## Distinctions
- Prix Napoléon III et Prix de la Fondation Napoléon (Second Empire) pour Finance et Politique (1992)
- Officier des Palmes académiques
- Docteur honoris causa de l'université de Szeged (2011)
- Docteur honoris causa de l'université Károly Eszterházy de Eger (2017)

## Travaux scientifiques (liste partielle)
- 1678, Valenciennes devient française, catalogue d’exposition, Valenciennes : Bibliothèque municipale, 1978.
- L'Art de la reliure à travers les collections valenciennoises, Valenciennes : Bibliothèque municipale, 1978.
- Valenciennes, de la Réforme au Baroque (1559-1600), Valenciennes : Bibliothèque municipale, 1979.
- Trois cents ans de librairie et d'imprimerie : Berger-Levrault (1676-1830), Genève : Droz, 1979.
- Douze siècles d'art du livre : trésors de la bibliothèque de Valenciennes, Valenciennes : Bibliothèque municipale, 1980.
- L'Image du Monde : cartes, atlas et livres de voyage (XVe – XVIIIe siècles), Valenciennes : Bibliothèque municipale, 1981.
- Les Débuts du livre imprimé : éditions du XVe siècle conservées dans les bibliothèques de la région Nord-Pas-de-Calais, Hénin-Beaumont : Association des bibliothécaires français, Groupe Nord, 1982.
- Le Patronat du Nord sous le Second Empire : une approche prosopographique, Genève : Droz, 1989.
- Finance et politique : la dynastie des Fould : XVIIIe – XXe siècle, Paris : A. Colin, 1991.
- L'Empire du livre : le livre imprimé et la construction de l'Allemagne contemporaine (1815-1914), Paris : éd. du Cerf, 1995.
- L'Europe et le Livre : réseaux et pratiques du négoce de librairie (XVIe – XIXe siècles), Paris : Klincksieck, 1996 (codir.)
- avec Catherine Bertho-Lavenir, Histoire des médias, de Diderot à Internet, Paris : A. Colin, 1996.
- Histoire du livre, Paris : A. Colin, 2000 (2e éd. 2006).
- Lumières du Nord : imprimeurs, libraires et « gens du livre » dans le Nord au XVIIIe siècle (1701-1789) : dictionnaire prosopographique, Genève : Droz, 2002.
- Le Berceau du livre, autour des incunables : études et essais offerts au professeur Pierre Aquilon par ses élèves, ses collègues et ses amis, numéro thématique de la Revue française d'histoire du livre, 121, 2003 (dir.).
- Revue française d'histoire du livre, Genève : Droz, 2003-
- Des moulins à papier aux bibliothèques, en 2 volumes : Le Livre dans la France méridionale et l'Europe méditerranéenne (XVIe – XXe siècles) , Montpellier : Université Paul Valery, 2003.
- Est-Ouest : transferts et réceptions dans le monde du livre en Europe, 17e-20e siècles, Paris : Msh Paris, 2005.
- L'Europe de Gutenberg : le livre et l'invention de la modernité occidentale (XIIIe – XVIe siècle), Paris : Belin, 2006.
- (dir.), Paris capitale des livres : le monde des livres et de la presse à Paris, du Moyen Âge au XXe siècle, catalogue de l'exposition, Paris : Paris bibliothèques, 2007.
- avec Sabine Juratic et Annick Mellerio, Dictionnaire des imprimeurs, libraires et gens du livre à Paris, 1701-1789, Genève : Droz, 2007-…
- Le Rêve grec de monsieur de Choiseul : les voyages d'un Européen des Lumières, Paris : A. Colin, 2010.
- Histoire des bibliothèques : d'Alexandrie aux bibliothèques virtuelles, Paris : A. Colin, collection "U-Histoire", 2013.
- Histoire d’un livre: la Nef des fous de Sébastien Brant, Paris, Aux éditions des Cendres, 2018.